# Trouble Walkin'
Trouble Walkin' är ett musikalbum av Ace Frehley, utgivet i oktober 1989. Albumet är en återgång till tuffare stil. Gästmusiker är bland andra Peter Criss och Sebastian Bach.
Trouble Walkin' hamnde på 102 # på Billboards Hot 100-lista. Den enda singeln, covern "Do Ya", kom inte ens med på listorna. Men en musikvideo spelades in. "Hide Your Heart" är en KISS-cover som var med på Hot In The Shade. Det finns ingen särskild förklaring varför Ace Frehley valde att spela in denna. 

## Låtförteckning
1. "Shot Full Of Rock" (Ace Frehley, Richie Scarlett) – 4:47
2. "Do Ya" (Jeff Lynne) – 3:47
3. "Five Card Stud" (Frehley, Ferrari) – 4:01
4. "Hide Your Heart" (Desmond Child, Paul Stanley, Holly Knight) – 4:33
5. "Lost In Limbo" (Scarlett, Frehley) – 4:10
6. "Trouble Walkin'" (Wray, Brown) – 3:08
7. "2 Young 2 Die" (Frehley, Scarlett) – 4:29
8. "Back To School" (Frehley, John Regan) – 3:43
9. "Remember Me" (Cathcart, Frehley) – 5:01
10. "Fractured III" (Regan, Frehley) – 6:48

## Medverkande
- Ace Frehley - gitarr, sång och bakgrundssång
- John Regan - bas och synthesizer
- Anton Fig - trummor och slagverk
- Richie Scarlet - gitarr, bakgrundssång och sång
- Sandy Slavin - trummor
- Peter Criss - slagverk och sång
- Sebastian Bach - sång
- Rachel Bolan - sång
- Peppi Castro - sång
- Al Fritsch - sång
- Dave Sabo - sång
- Pat Sommers - sång